# Bobrek (Sosnowiec)
Bobrek – dzielnica i część miasta Sosnowca, w województwie śląskim. Wspólnie z Niwką tworzy osiedle w granicach Dzielnicy „Południe”. Do 1953 r. był samodzielną wsią.
Leży w południowej części miasta, w okolicy ulic Bronowej i Sosnowej nad rzeką Bobrek. Graniczy od południa z  Niwką i Borem, a od północy z Dańdówką.
Od 2004 r. dzielnica Bobrek, wraz z Niwką, Borem, Modrzejowem i Jęzorem, wchodzi w skład dzielnicy „Południe”. Wspólnie z Niwką tworzy osiedle, które posiada 11 mandatów w piętnastoosobowej Radzie Dzielnicy.

## Historia
W latach 1867–1874 Bobrek należał do gminy Zagórze, a następnie w okresie 1874-1909 do gminy Górniczej. Od 1909 r. do 1915 r. jego obszar należał ponownie do gminy Zagórze, a w latach 1915–1953 do gminy Niwka, pozostając zawsze w powiecie będzińskim. W II RP przynależał do woj. kieleckiego, gdzie 31 października 1933 r. otrzymał status gromady w gminie Niwka.
Podczas II wojny światowej włączony do III Rzeszy.
18 stycznia 1945 r. wraz z powiatem będzińskim włączony do województwa śląskiego, gdzie stanowił jedną z czterech gromad gminy Niwka.
12 września 1953 r. gminę Niwka zlikwidowano, włączając ją do Sosnowca, przez co Bobrek utracił swoją samodzielność.